# Yang Ying
Yang Ying, född 13 juli 1977 i Xuzhou, Kina, är en kinesisk bordtennisspelare som tog OS-silver i damdubbel i Sydney år 2000 tillsammans med Qiao Yunping. Hon är en högerhänt spelare som lyckats ta flera medaljer i dubbel- och lagtävlingar vid världsmästerskapen i bordtennis.